# 天王寺狐
天王寺狐（1965年—）是日本男性漫畫家，大阪府出身，曾用筆名「天王寺動物園」、「天王寺水族館」。自《槍械少女！！》起，筆名改為。

## 作品

### 漫畫
- 《Rape+2πr》、法蘭西書院發行、全5冊
- 《伊甸少年》、角川書店發行、全20冊、台灣東販代理中文版（15冊待續，腰斬）、原名《ヱデンズボゥイ》
- 《Orfina》系列
  1. 《奧菲娜/幻龍少女奧菲娜》、角川書店發行、全12冊（第1部，完）、台灣東販代理中文版、原名《オルフィーナ（日语：オルフィーナ）》
  2. 《奧菲娜SAGA/幻龍少女奧菲娜SAGA》、全8冊（第2部，未有中文版）、原名
- 《槍械少女！！》、角川書店發行、台灣角川代理中文版、原名
- 《GUNNERS 槍械異戰》、角川書店發行、台灣角川代理中文版、原名
- 《blue snow blue》系列（同人志社团）

### 遊戲軟體
- LiFox《in white》——原畫、劇本原案
- LiFox《御魂之雪》（御魂のゆき）——製作人
- TEA-CROWN《自律機動戰車Izuna》（自律機動戦車イヅナ）——製作人

## 外部連結
- http://www.lifox.co.jp/（页面存档备份，存于）（日語）
- http://wakuwaku-zoo.info/（页面存档备份，存于）（日語）